# 安焕晓
安焕晓（1952年4月—），河北定州人，女，汉族，1971年7月加入中国共产党，1971年7月参加工作，中央党校大学学历，教育硕士学位，副研究员。
历任共青团山西省委副书记；山西省晋中地区行署副专员；山西省教委副主任、省教育厅副厅长；省计划生育委员会主任、省人口和计划生育委员会主任等职。2008年1月当选山西省十一届人大常委会副主任，2013年1月连任。2016年1月29日，辞去山西省人大常委会副主任职务。

## 教育经历
- 1982.02—1985.01 山西大学中文系干部专修科汉语言文学专业学习
- 1991.08—1993.12 中央党校函授学院本科班经济专业学习
- 1996.08—1998.09 山西大学教育心理学专业研究生课程班学习
- 2002.01—2004.07 山西师范大学教育管理专业教育硕士研究生班学习，获教育硕士学位